# Berenicide
Berenicide (in greco antico: Βερενικίδαι?, Berenikídai) era un demo dell'Attica. Si trovava probabilmente vicino ad Eleusi.
Il demo fu istituito nel 224/223 a.C. per la creazione della nuova tribù Tolemaide e fu nominato in onore di Berenice, consorte del faraone Tolomeo III Euergete. In epoca romana il demo conobbe un forte sviluppo demografico.